# Нікітино (Ядринський район)
Нікі́тино (рос. Никитино, чув. Никитин) — присілок у Чувашії Російської Федерації, у складі Іваньковського сільського поселення Ядринського району.
Населення — 22 особи (2010; 38 в 2002, 100 в 1979, 188 в 1939, 210 в 1926, 98 в 1897, 53 в 1858). Національний склад — чуваші та росіяни.

## Історія
Заснований 17 століття росіянами. До 1861 року селяни мали статус поміщицьких (Львові, Алексеєвцеві, Хлєбнікові, Долбілові), займались землеробством, тваринництвом. 1930 року створено колгосп «Іскра». До 1927 року присілок перебував у складі Ядрінської, Чиганарської, Слободо-Стрілецької та Ленінської волостей Ядринського повіту. Після переходу 1927 року на райони — у складі Ядринського району.